# Coelidia sexpunctatus
Coelidia sexpunctatus är en insektsart som beskrevs av Costa 1834. Coelidia sexpunctatus ingår i släktet Coelidia och familjen dvärgstritar. Inga underarter finns listade i Catalogue of Life.